# Alna (Maine)
Alna es un pueblo ubicado en el condado de Lincoln en el estado estadounidense de Maine. En el Censo de 2010 tenía una población de 709 habitantes y una densidad poblacional de 12,84 personas por km².

## Geografía
Alna se encuentra ubicado en las coordenadas 44°5′55″N 69°37′45″O / 44.09861, -69.62917. Según la Oficina del Censo de los Estados Unidos, Alna tiene una superficie total de 55.23 km², de la cual 54.14 km² corresponden a tierra firme y (1.99%) 1.1 km² es agua.

## Demografía
Según el censo de 2010, había 709 personas residiendo en Alna. La densidad de población era de 12,84 hab./km². De los 709 habitantes, Alna estaba compuesto por el 97.46% blancos, el 0.14% eran afroamericanos, el 1.13% eran amerindios, el 0.42% eran asiáticos, el 0% eran isleños del Pacífico, el 0.14% eran de otras razas y el 0.71% pertenecían a dos o más razas. Del total de la población el 0.56% eran hispanos o latinos de cualquier raza.